# Гога (Прахова)
Гога (рум. Goga) насеље је у Румунији у округу Прахова у општини Рафов. Oпштина се налази на надморској висини од 104 m.

## Становништво
Према подацима из 2002. године у насељу је живело 525 становника, од којих су сви румунске националности.